# ميرنا المهندس
ميرنا المهندس (3 مايو 1976 - 5 أغسطس 2015)، ممثلة مصرية.

## عن حياتها
اكتشفها الكاتب والمخرج حسين حلمي المهندس ولُقبت بـ«المهندس» نسبةً له، بدأت بدخول العمل الفني في الإعلانات منذ أن كانت بسن صغيرة، وظهرت بعمر الطفولة في عدد من الأعمال التلفزيونية في فترة الثمانينيات، شاركت بعدها في العديد من الأعمال السينمائية والتليفزيونية أبرزها تقديمها لدور «ليلى» في الجزء الأول من المسلسل التليفزيوني الكوميدي ساكن قصادي عام 1995، توقفت عن العمل الفني وأعلنت اعتزالها بعد اشتداد حدة المرض عليها في أواخر التسعينيات من القرن العشرين، لكنها عادت للعمل الفني مع بداية الألفية الجديدة من خلال المشاركة في عدد كبير من الأعمال التليفزيونية، وعادت لتقديم الأعمال السينمائية بظهورها في 3 أفلام في العام 2006 بعد انقطاع دام 11 عامًا منذ آخر عمل سينمائي قدمته، وأدت دور البطولة المُطْلَقَة في فيلم بدون عنوان عام 2009.

### وفاتها
أصيبت بمرض التهاب القولون التقرحي منذ أن كانت بعمر الرابعة عشر، وانتهى صراعها مع المرض بوفاتها يوم الأربعاء 5 أغسطس 2015 عقب إجراء عملية جراحية بالمركز الطبي العالمي، أقيمت صلاة الجنازة على جثمانها بمسجد حسن الشربتلي في التجمع الخامس، دفنت بمقابر الكيلو 36 على طريق القاهرة - السويس الصحراوي، وأقيم عزائها بمسجد القوات المسلحة الكائن بحي النزهة بمنطقة مصر الجديدة.

## أعمالها

### الأفلام السينمائية
| سنة الإنتاج | عنوان الفيلم      | الدور  |
| ----------- | ----------------- | ------ |
| 1993        | مستر دولار        | نادية  |
| 1994        | يا تحب يا تقب     | شرويت  |
| 1995        | اغتيال فاتن توفيق | شادية  |
| 2006        | عبده مواسم        | روني   |
| 2006        | أيظن              | مها    |
| 2006        | العيال هربت       | بحريَة  |
| 2009        | يوم ما اتقابلنا   | مُنى    |
| 2009        | بدون عنوان        | بسنت   |
| 2009        | الأكاديمية        | مَلَك    |
| 2014        | كلام جرايد        | ياسمين |
| 2014        | زجزاج             | رباب   |
| 2014        | جيران السعد       | ميريت  |

### المسلسلات التليفزيونية
| سنة الإنتاج | عنوان العمل                | الدور             |
| ----------- | -------------------------- | ----------------- |
| ؟           | زهرة في حضن الجبل          | الطفلة زينب       |
| 1989        | دعوة للحياة                | أمل               |
| 1991        | ضمير أبلة حكمت             | طالبة في الفصل    |
| 1992        | بيت العيلة                 | ياسمين            |
| 1993        | محمد رسول الله إلى العالم  |                   |
| 1993        | عصر الفرسان                | مُنى               |
| 1994        | أرابيسك                    | بركسام            |
| 1995        | ساكن قصادي - الجزء الأول   | ليلى              |
| 1996        | نقوش من ذهب ونحاس          | سماء              |
| 1996        | عزبة المنيسي               |                   |
| 1996        | زقاق السنجقدار             |                   |
| 1996        | أبو العلا 90               | أماني             |
| 1996        | طريق الأحلام               | مها               |
| 1997        | يوميات ونيس - الجزء الرابع | حورية             |
| 1997        | عوضين وإمبراطورية عين      | نيڤين             |
| 1997        | سعد اليتيم                 | فاطمة             |
| 1997        | أهالينا                    | سحر               |
| 1997        | الدوائر المغلقة            | چيچي              |
| 1997        | الأبطال - الجزء الثاني     | لينا              |
| 1999        | شيكورونة                   | رونة              |
| 1999        | شملول                      |                   |
| 2000        | دقات الساعة                | شاهيناز           |
| 2000        | الحب والاختيار             | نهى بهجت الأنصاري |
| 2001        | بنات أفكاري                | أم كلثوم (ثومة)   |
| 2003        | نجمة الجماهير              | فاتن              |
| 2003        | قمر سبتمبر                 | نسرين             |
| 2003        | تعالى نحلم ببكرة           | هدى               |
| 2004        | فجر ليلة صيف (وهج الصيف)   | هالة              |
| 2004        | محمود المصري               | ناتاليا           |
| 2004        | لقاء السحاب                | سالي              |
| 2005        | أحلام عادية                | عزيزة             |
| 2006        | مباراة زوجية               | ندى               |
| 2008        | أيام الرعب والحب           | دوللي             |
| 2008        | الباشا                     | عصمت              |
| 2009        | علشان ماليش غيرك           | نبيلة             |
| 2009        | خاص جدا                    | نورا              |
| 2010        | برّا الدنيا                 | إنچي              |
| 2011        | في حضرة الغياب             | نجلاء/ رهف        |
| 2011        | عابد كرمان                 | ديانا مطر         |
| 2011        | تلك الليلة                 | رشا               |
| 2012        | الإمام الغزالي             | جلنار             |
| 2015        | أريد رجلًا                  | أميرة             |
| ؟           | الزائرون                   |                   |
| ؟           | اللحن المفقود              |                   |

### السهرات التليفزيونية
| سنة الإنتاج | عنوان العمل      | الدور      |
| ----------- | ---------------- | ---------- |
| ؟           | بيت أزياء ماما   | مروة       |
| 1994        | موقعة المرتبة    | هند        |
| 1998        | الخطوة الثالثة   | أروى       |
| 1999        | العين إللي صابت  | عزّة        |
| ؟           | لمعان السراب     | أمل / نجفة |
| ؟           | كلٌ في طريق       | أُمنية      |
| ؟           | عفوًا أيها الماضي | سامية      |
| ؟           | الوريث المفقود   | عليّة       |
| ؟           | أبابا لغة الصمت  |            |

### المسرحيات
| سنة الإنتاج | عنوان العمل    | الدور                  |
| ----------- | -------------- | ---------------------- |
| 1992        | عطية الإرهابية | ضمن الفرقة الاستعراضية |
| ؟           | إلعب غيرها     | مُنى                    |
| 1997        | عائلة ونيس     | مجبورة (العروض الأولى) |

### الفوازير
| سنة الإنتاج | عنوان العمل            | الدور |
| ----------- | ---------------------- | ----- |
| 1997        | عمو فؤاد .. رئيس تحرير | دينا  |
| 2011        | ميني سات               | شيرين |

### الأفلام القصيرة
| سنة الإنتاج | عنوان العمل | الدور |
| ----------- | ----------- | ----- |
| 2014        | مربى لارنج  | سها   |

## وصلات خارجية
- ميرنا المهندس على موقع IMDb (الإنجليزية)
- ميرنا المهندس على موقع الدهليز
- ميرنا المهندس على موقع قاعدة بيانات الأفلام العربية
- ميرنا المهندس على موقع قاعدة بيانات الفيلم (الإنجليزية)